# Stefano Nardelli
Stefano Nardelli (Trento, 29 de novembre de 1993) és un ciclista italià professional des del 2015.

## Palmarès
- 2015
  - 1r al Gran Premi de Poggiana